# Mathis Type PS e L
La Type PS e la Type L erano due autovetture di fascia medio-bassa, prodotte tra il 1922 ed il 1925 dalla Casa automobilistica francese Mathis.

## Profilo
Erano due vetture disponibili come torpedo e come berlina. La Type PS era disponibile anche come cabriolet.
Entrambi i modelli andavano a raccogliere l'eredità della Type S, proponendosi però un gradino leggermente più in alto rispetto a quest'ultima. L'eredità verso il basso fu ripresa invece da altre due vetture, le Type M e PM.
Erano indirizzate a due tipi diversi di clientela: la Type L era rivolta a coloro che cercavano una vettura brillante, dalle prestazioni sportiveggianti, mentre la Type PS era riservata ad una clientela più tranquilla.
In particolare furono le prime due Mathis a montare un motore a 6 cilindri.
Leggermente più alta, rispetto alla Type S, era la cilindrata delle due vetture: la Type PS aveva infatti una cilindrata di 1140 cm³, mentre la Type L arrivava a 1180 cm³.
L'impostazione più sportiveggiante della Type L era visibile anche all'interno del motore stesso. La distribuzione, infatti, era ad asse a camme in testa, contrariamente al motore della Type PS, che era ad asse a camme laterale.
La potenza massima del motore della Type PS era di circa 20 CV, mentre quella della Type L arrivava a 25 CV.
Le rispettive velocità massime erano di 90 e 100 km/h.
Quanto alla trasmissione, entrambe le vetture erano munite di differenziale al retrotreno. La frizione era a dischi multipli in bagno d'olio. Il cambio era a 4 marce.
L'impianto frenante era all'inizio presente solo sulle ruote posteriori. Ma già alla fine del 1922, la Type L beneficiò di un impianto frenante completo, a quattro tamburi. La Type PS, invece, vedrà tale miglioria solo all'inizio del 1925.
Quanto alle caratteristiche dei telai, la Type PS era realizzata all'inizio unicamente su telaio da 2.4 metri di passo. Ma a partire dal mese di settembre del 1923 utilizzò invece due versioni allungate di tale telaio, rispettivamente di 2.75 e 2.85 metri di lunghezza.
Quanto alla Type L, invece, le versioni "normali" sfruttavano i due telai da 2.75 e 2.85 metri di passo, telai che in seguito sarebbero stati utilizzati anche dalle Type PS. Le versioni sportive delle Type L usavano invece due versioni accorciate di tali telai, rispettivamente da 2.30 e 2.50 metri di passo.
Entrambe le vetture furono tolte di produzione nel 1925.